# Российская библиотечная ассоциация

Росси́йская библиоте́чная ассоциа́ция, РБА (англ. Russian Library Association, RBA, не RLA)
Общероссийское некоммерческое добровольное объединение юридических лиц, профессионально связанных с библиотечным делом и содействующих его развитию.

## История и цель создания
Ассоциация основана в 1994 г., учреждена в 1995 г. в целях объединения усилий, поддержки и координации действий библиотек, других библиотечных ассоциаций, сохранения и развития библиотечного дела в России. Осуществляет свою деятельность по следующим направлениям:
- Создание условий и возможностей для становления и профессиональной самореализации потенциальных лидеров профессии
- Участие в формировании и реализации библиотечной и информационной политики
- Разработка, принятие и популяризация нормативно-рекомендательных профессиональных документов,
- Проведение Всероссийского библиотечного конгресса,
- Культурно-просветительская деятельность,
- Экспертная, консультационная, исследовательская, методическая деятельность,
- Международное сотрудничество, представление интересов российского библиотечного сообщества в ИФЛА

РБА учреждена в 1994 г. как общественная организация. Её учредителями стали 19 общественных объединений.
В связи с тем, что многие из первых учредителей РБА не имели статуса юридического лица, и, кроме того, среди них не было библиотек (которые по законодательству как государственные учреждения не могли быть учредителями общественной организации), РБА учреждалась повторно в 1995 г., как некоммерческая организация. Тогда её учредителями стали 30 организаций, в их числе 20 библиотек (8 федеральных и 12 региональных), 9 общественных объединений и 1 библиографическое учреждение. Они подтвердили персональный состав Совета РБА, избранный в 1994 году, который во главе с Президентом В. Н. Зайцевым и Ответственным секретарём М. А. Шапарнёвой вёл активную работу по созданию Российской библиотечной ассоциации.

## Состав ассоциации и условия членства
В РБА 580 юридических членов (организаций) из 82 субъектов Российской Федерации (по состоянию на 10 августа 2017 года). В ассоциацию принимаются юридические лица, непосредственно занимающиеся реализацией целей РБА: библиотеки, библиотечные общественные организации, библиографические и информационные учреждения и учебные заведения, выпускающие специалистов в области библиотечного дела, библиографической и информационной деятельности, а также любые организации (кроме политических партий) и учреждения, имеющие в своём составе библиотеки, или содействующие развитию библиотечного дела.
Члены РБА уплачивают вступительный и ежегодный взносы в порядке и размерах, устанавливаемых ежегодно Конференцией РБА по предложению Совета. Минимальный членский взнос не может быть ниже минимального размера оплаты труда. Уплата минимального ежегодного взноса предоставляет организации-члену РБА право голоса и возможность участия во всех мероприятиях РБА, членство в одной из профессиональных секций РБА, получение основных информационных материалов в полном объёме и др.

## Организационная структура

### Управление
Органами управления РБА являются: Конференция представителей членов РБА, Правление, Президент, Вице-президенты, Исполнительная дирекция.
Конференция: высший Орган управления РБА; правомочна принимать решения по любым вопросам деятельности РБА. Конференция осуществляет свою работу путём проведения сессий Конференции, которые могут быть ежегодными, отчётно-выборными и чрезвычайными.
С 2000 года РБА проводит Ежегодные сессии Конференции в различных регионах России, чтобы со временем достичь широкого географического охвата. Ежегодная Конференция РБА (имеющая с 2007 года статус Всероссийского библиотечного конгресса) — самый крупный в России форум библиотечных специалистов, как по числу участников, так и по широкому спектру обсуждаемых проблем библиотечного дела современности. Поэтому город, принимающий Ежегодную Конференцию РБА, объявляется «Библиотечной столицей России … года». Конференция открыта для всех библиотек и их партнёров из России и зарубежных стран, независимо от их членства в РБА. В период работы Ежегодной Конференции РБА проводит Выставку издательской продукции, новых информационных технологий, продуктов, товаров, услуг.

#### Руководство
Правление: исполнительный орган РБА, осуществляет руководство её деятельностью в период между сессиями Конференции. Состоит из Президента, вице-президентов, количество которых определяется Конференцией, и членов Правления. Все выборные лица в РБА избираются на три года. Состав Правления обновляется наполовину каждые три года. Состав Правления публикуется на сайте РБА. Президенты РБА: в 1995—2010 гг. Владимир Николаевич Зайцев, в 2011—2017 гг. Владимир Руфинович Фирсов, с 2017 г. Михаил Дмитриевич Афанасьев, директор Государственной публичной исторической библиотеки.
Исполнительная дирекция: постоянно действующий исполнительный орган РБА, подчинённый Президенту и Правлению; организует и осуществляет текущую работу РБА. Возглавляет дирекцию Исполнительный директор, который отвечает за административную и организационную деятельность РБА в рамках полномочий, делегированных ему Президентом.
Ревизионная комиссия контролирует выполнение уставных требований, делопроизводство, финансовую и хозяйственную деятельность РБА, её структурных подразделений. Ревизионная комиссия избирается на Конференции сроком на три года из числа делегатов Конференции, не являющихся членами Правления. Количество членов Ревизионной комиссии определяет Конференция.
Секции и круглые столы: профессиональные структурные подразделения РБА, работающие на постоянной основе. Секции объединяют членов РБА по профессиональным интересам на основе их свободного выбора: по видам и специализациям библиотек и по направлениям библиотечной деятельности. Секции занимаются вопросами, всегда актуальными для членов РБА. Они вносят значительный содержательный вклад в организацию ежегодных сессий Конференции РБА; разрабатывают программы, стандарты, правила и руководства, участвуют в работе международных организаций по проектам, полезным как для членов РБА, так и для профессии в целом. Секции ведут работу по привлечению в РБА новых членов.
Круглые столы являются подразделениями секций. Они занимаются вопросами по направлениям библиотечной деятельности и вопросами, представляющими постоянный интерес для относительно небольшого числа членов РБА. Их проблематика может охватывать сферу деятельности нескольких секций, или быть специальной и актуальной для узкого круга членов РБА.
Все члены РБА регистрируются в секциях и круглых столах по своему выбору, при этом участие в работе одной из секций для члена РБА обязательно. Деятельностью секции руководит Постоянный комитет (ПК), персональный состав которого выбирается членами секции сроком на три года по профессиональному, а не представительскому принципу.
Рабочие группы: РБА формирует также рабочие группы из высококвалифицированных специалистов для разработки и реализации наиболее значимых проектов, полезных как для членов РБА, так и для библиотечного дела в целом.

### Секции Российской библиотечной ассоциации

#### Секции РБА по видам и специализациям библиотек
- 01/17. Секция центральных библиотек субъектов Российской Федерации.
- 01/17-А. Круглый стол «Библиотечное обслуживание мультикультурного населения».
- 01/17-Б. Круглый стол «Мобильные библиотеки»
- 02. Секция библиотек по искусству.
- 03. Секция библиотек, обслуживающих инвалидов.
- 04. Секция библиотек высших учебных заведений.
- 13. Секция медицинских и больничных библиотек.
- 14. Секция публичных библиотек.
- 14-А. Круглый стол «Библиотечные здания: архитектура, дизайн, организация пространства».
- 15. Секция музыкальных библиотек.
- 16. Секция детских библиотек.
- 19. Секция школьных библиотек.
- 22. Секция сельскохозяйственных библиотек.
- 26. Секция сельских библиотек.
- 35. Секция специальных научных, научно-технических и технических библиотек.

#### Секции и Комитеты РБА по направлениям библиотечной деятельности
- 05. Секция по библиотечной политике и законодательству.
- 06. Секция по сохранности библиотечных фондов.
- 07. Секция по истории библиотек.
- 07-А. Круглый стол «Библиотеки и генеалогия».
- 07-Б. Круглый стол «Библиотеки-музеи и музеи библиотек».
- 08/11. Секция по автоматизации, форматам и каталогизации.
- 23-K. Межрегиональный комитет по каталогизации (МКК).
- 09/10. Секция библиотечной профессии, кадров и непрерывного образования.
- 09/10-А. Круглый стол: «Общение и профессиональная этика библиотекаря».
- 12. Секция по формированию библиотечных фондов.
- 12-А. Круглый стол: «Электронные издания».
- 12- Б. Круглый стол: «Проблемы газетных фондов».
- 18. Секция «Библиотечные общества и ассоциации».
- 20. Секция «Краеведение в современных библиотеках».
- 21. Секция «Электронные ресурсы и информационно-библиотечное обслуживание».
- 24. Секция по библиографии.
- 24-А. Круглый стол: «Библиографическое и археографическое источниковедение в библиотеках, архивах и музеях».
- 27. Секция «Молодые в библиотечном деле».
- 28. Секция по международным связям.
- 29. Секция по издательской и книгораспространительской деятельности.
- 30. Секция по чтению.
- 31. Секция по научно-исследовательской работе.
- 32. Секция по библиотечному менеджменту и маркетингу.
- 33. Секция по библиотечному обслуживанию молодежи.
- 34. Секция по особо ценным рукописным документам и редким книгам.
- 36. Секция по межбиблиотечному абонементу и доставке документов.

## Документы РБА
Внутренние документы РБА
- Устав Российской библиотечной ассоциации
- Порядок приёма физических лиц в члены Российской библиотечной ассоциации (2021 г.)
- Положение о Сводном плане основных профессиональных мероприятий РБА (2021 г.)
- Положение о Секции РБА (2019 г.)
- Приоритеты развития Российской библиотечной ассоциации на 2016–2020 гг.
- Положение о порядке принятия заявительных, нормативно-рекомендательных и регулирующих актов РБА
- Статут общественной медали «За вклад в развитие библиотек»
- Положение о звании «Почетный член Российской библиотечной ассоциации»

Нормативно-рекомендательные документы РБА
- Примерное положение об организации научно-исследовательской деятельности центральной библиотеки субъекта РФ (2023 г.)
- Методические рекомендации по формированию базовых нормативов обеспеченности населения общедоступными библиотеками в субъектах Российской Федерации (2021 г.)
- Положение о национальной системе межбиблиотечного абонемента и доставки документов Российской Федерации (2018 г.)
- Руководство по краеведческой деятельности общедоступных (публичных) библиотек РФ (2018 г.)
- Примерные формы учета документов, входящих в состав библиотечных фондов библиотек высших образовательных организаций (2017 г.)
- Руководство по краеведческой деятельности центральной библиотеки субъекта РФ (2017 г.)
- Порядок учета документов, входящих в состав библиотечного фонда, с комментариями и приложениями. (2015 г.)
- Примерное положение «Научно-методическая деятельность Центральной библиотеки субъекта Российской Федерации». (2015 г.)
- Концепция библиотечного обслуживания детей в России на 2014—2020 гг. (2014 г.)
- Программа развития национальной библиографии в Российской Федерации на период до 2020 года (2014 г.)
- «Рекомендации Российской библиотечной ассоциации по реализации норм Федерального закона от 29 декабря 2010 г. № 436-ФЗ „О защите детей от информации, причиняющей вред их здоровью и развитию“ в общедоступных библиотеках России, осуществляющих обслуживание пользователей до 18-летнего возраста» (2013 г.)
- Руководство для публичных библиотек России по обслуживанию молодежи (2012 г.)
- Модельное положение о библиотеке музея (2012 г.)
- Кодекс этики российского библиотекаря (2011 г.)
- Модельный стандарт деятельности специальной библиотеки для слепых субъекта Российской Федерации. (2010 г.)
- Руководство для детских библиотек России. (2009 г.)
- Модельный стандарт деятельности публичной библиотеки. Новая редакция. (2008 г.)
- Базовые нормы организации сети и ресурсного обеспечения общедоступных библиотек муниципальных образований (2007 г.)
- Руководство по краеведческой деятельности муниципальных публичных библиотек (централизованных библиотечных систем). (2005 г.)
- Манифест Российской библиотечной ассоциации (РБА) о публичной библиотеке (2003 г.)
- Руководство по краеведческой деятельности центральной библиотеки субъекта РФ (области, края). (2003 г.)
- Российские правила каталогизации (2002 г.)
- Программа развития ретроспективной национальной библиографии российской федерации (2002 г.)
- Формат RUSMARC представления библиографических данных
- Формат RUSMARC/Authorities представления авторитетных/нормативных данных
- Формат RUSMARC представления классификационных данных

Государственные документы, разработанные с участием РБА
- Профессиональный стандарт «Специалист по библиотечно-информационной деятельности» (2022 г.)
- Стратегия развития библиотечного дела в Российской Федерации на период до 2030 года (2021 г.)
- Концепция Федерального государственного образовательного стандарта высшего профессионального образования по направлению «Библиотечно-информационная деятельность» (2008 г.)
- Основные направления развития Общероссийской информационно-библиотечной компьютерной сети ЛИБНЕТ на 2011—2020 годы. Проект.
- Общероссийская программа сохранения библиотечных фондов. Второй этап: 2011—2020 гг. Проект.
- Концепция дополнительного профессионального библиотечного образования в Российской Федерации Обсуждена и одобрена на VII Ежегодной сессии Конференции Российской библиотечной ассоциации (12-18 мая 2002 г., г. Ярославль), одобрена решением Коллегии Министерства культуры Российской Федерации от 5 марта 2003 г. № 3.

## Связь с общественностью
Официальный печатный орган: «Информационный бюллетень РБА».
- Официальный веб-сайт: http://www.rba.ru.
- В Информационном бюллетене РБА и на официальном сайте ассоциации освещается деятельность РБА, публикуются её документы и материалы, а также информация о наиболее важных событиях в библиотечной сфере.
- Адрес Штаб-квартиры и Секретариата РБА: Россия, 191069, г. Санкт-Петербург, ул. Садовая, д. 18.

## Международные связи
РБА является национальным членом-ассоциацией ИФЛА, сотрудничает с Библиотечной ассамблеей Евразии, и др.; открыта для контактов с профессиональными библиотечными объединениями всех стран.